# Craigslist
Craigslist, på svenska ungefär Craigs lista, är en amerikansk webbaserad köp- och säljmarknad i form av radannonser. Där finns även bland annat evenemangskalendrar, platsanonnser och kontaktannonser men även diskussionsforum och en gemenskap.
Webbplatsen grundades av programmeraren Craig Newmark och började som en sändlista med e-post år 1995. Craig Newmark skapade sändlistan för informera och få information om evenemang och fester för vänner, bekanta och bekantas bekanta i San Francisco Bay Area i syfte att bygga ett socialt nätverk efter att han flyttat till San Francisco från USA:s östkust. Listan blev populär och spreds med mun-till-mun-metoden. Det fanns inga avgränsningar och listan blev platsen även för att sprida information om arbeten, tipsa om boende och sälja begagnade saker.
När sändlistan växte diskuterades om den inte skulle fungera som en webbplats. Craig Newmark registrerade domänen craigslist.org och sidan startade 1996. År 2000 spreds den över USA och i augusti 2012 fanns det lokala och regionala varianter i över 700 stadsområden i 70 länder.